# Waalse Pijl 2002
De 66ste editie van de Waalse Pijl (ook wel bekend als La Flèche Wallone) werd gehouden op 17 april 2002. Het parcours bij de mannen had een lengte van 198 kilometer. De start lag zoals altijd in Charleroi en de finish was ook weer in Hoei, op de Muur van Hoei om precies te zijn. De vrouwen reden de Waalse wielerklassieker voor de vijfde keer.

## Uitslag mannen
| Waalse Pijl 2002 (198 km) |                      |                      |          |
| Plaats                    | Naam                 | Ploeg                | Tijd     |
| Winnaar                   | Mario Aerts          | Lotto-Adecco         | 4u42'04" |
| 2                         | Unai Etxebarria      | Euskaltel-Euskadi    | +00' 03" |
| 3                         | Michele Bartoli      | Fassa Bortolo        | +00' 06" |
| 4                         | Andrea Noe           | Mapei-Quick Step     | z.t.     |
| 5                         | José Azevedo         | ONCE-Eroski          | z.t.     |
| 6                         | Axel Merckx          | Domo-Farm Frites     | z.t.     |
| 7                         | Dario Frigo          | Tacconi Sport-Emmegi | z.t.     |
| 8                         | David Etxebarria     | Euskaltel-Euskadi    | z.t.     |
| 9                         | Michael Boogerd      | Rabobank             | z.t.     |
| 10                        | Francesco Casagrande | Fassa Bortolo        | z.t.     |

## Uitslag vrouwen
| Waalse Pijl 2002 (93.5 km) |                    |                              |          |
| Plaats                     | Naam               | Ploeg                        | Tijd     |
| Winnaar                    | Fabiana Luperini   | Edilsavino                   | 2u33'15" |
| 2                          | Lyne Bessette      | Saturn Cycling Team          | +00' 12" |
| 3                          | Priska Doppmann    | Zwitserse Nationale Selectie | z.t.     |
| 4                          | Mirjam Melchers    | Team Farm Frites-Hartol      | z.t.     |
| 5                          | Nicole Cooke       | Deia-Pragma-Colnago          | z.t.     |
| 6                          | Edita Pučinskaitė  | Figurella Dream Team         | +00' 23" |
| 7                          | Caroline Alexander | Britse Nationale Selectie    | +00' 27" |
| 8                          | Regina Schleicher  | Michela Fanini Record Rox    | z.t.     |
| 9                          | Simona Parente     | Edilsavino                   | z.t.     |
| 10                         | Aline Camboulives  | Franse Nationale Selectie    | z.t.     |

| Stand UCI Road Women World Cup 2002 |                   |                              |        |
| Plaats                              | Naam              | Ploeg                        | Punten |
| Gouden trui                         | Mirjam Melchers   | Team Farm Frites-Hartol      | 158    |
| 2                                   | Petra Rossner     | Saturn Cycling Team          | 150    |
| 3                                   | Rochelle Gilmore  | Australische Selectie        | 100    |
| 4                                   | Fabiana Luperini  | Edilsavino                   | 75     |
| 5                                   | Priska Doppmann   | Zwitserse Nationale Selectie | 70     |
| 6                                   | Hanka Kupfernagel | Nürnberger Versicherung      | 68     |
| 7                                   | Lyne Bessette     | Saturn Cycling Team          | 50     |
| 8                                   | Diana Žiliūtė     | Acca Due-Lorena Camicie      | 50     |
| 9                                   | Susanne Ljungskog | Vlaanden - T Interim         | 40     |
| 10                                  | Chantal Beltman   | Acca Due-Lorena Camicie      | 35     |

1936 · 1937 · 1938 · 1939 · 1940 · 1941 · 1942 · 1943 · 1944 · 1945 · 1946 · 1947 · 1948 · 1949 · 1950 · 1951 · 1952 · 1953 · 1954 · 1955 · 1956 · 1957 · 1958 · 1959 · 1960 · 1961 · 1962 · 1963 · 1964 · 1965 · 1966 · 1967 · 1968 · 1969 · 1970 · 1971 · 1972 · 1973 · 1974 · 1975 · 1976 · 1977 · 1978 · 1979 · 1980 · 1981 · 1982 · 1983 · 1984 · 1985 · 1986 · 1987 · 1988 · 1989 · 1990 · 1991 · 1992 · 1993 · 1994 · 1995 · 1996 · 1997 · 1998 · 1999 · 2000 · 2001 · 2002 · 2003 · 2004 · 2005 · 2006 · 2007 · 2008 · 2009 · 2010 · 2011 · 2012 · 2013 · 2014 · 2015 · 2016 · 2017 · 2018 · 2019 · 2020 · 2021 · 2022 · 2023 · 2024
Lijst van beklimmingen